# Прапор Миколаївки (Ємільчинський район)
Пра́пор Микола́ївки — офіційний символ села Миколаївка Ємільчинського району Житомирської області, затверджений 23 жовтня 2013 р. рішенням № 209 XXIII сесії Миколаївської сільської ради VI скликання.

## Опис
Квадратне полотнище горизонтально поділене на три частини — зелену, синю, жовту (1:2:1). У середній частині полотнища поверх усього розташовано повний герб (1/2 сторони прапора).
Зелений колір символізує Поліський край, синій — вірність, довіру, річку Пергу, жовтий — сонце і стигле колосся.
Автор — Марина Василівна Дмитренко.